# Kelet-Szibéria
Kelet-Szibéria (oroszul: Восточная Сибирь, Vosztocsnaja Szibir) Oroszország ázsiai részének keleti területeit foglalja magában, amelyek a Jenyiszej folyótól keletre, egészen a Csendes-óceán partvidékéig terjednek. Ez a régió magában foglalja Közép-Szibériát és Északkelet-Szibériát, és gyakran az orosz Távol-Kelet egyes részeit is ide sorolják. Kelet-Szibéria hatalmas kiterjedése és változatos földrajzi adottságai révén az orosz táj egyik legérdekesebb, ám legkevésbé felfedezett részét képezi. Ez a terület számos egyedülálló ökológiai, éghajlati és kulturális jellemzővel rendelkezik, amelyek különösen érdekesek lehetnek a kutatók, kalandorok és a természeti szépségek iránt érdeklődők számára.

## Földrajz
Kelet-Szibéria területe mintegy 7 millió négyzetkilométer, amely Oroszország területének jelentős részét képezi. Nyugaton a Jenyiszej folyó, keleten a Csendes-óceán, északon a Jeges-tenger, délen pedig Mongólia és Kína határolja. A régió változatos domborzattal rendelkezik: a Közép-szibériai-fennsík, a Verhojanszki-hegylánc, a Cserszkij-hegylánc és a Kolima-hegyvidék mind megtalálhatók itt. Ezek a földrajzi elemek jelentősen befolyásolják a régió éghajlatát és növényzetét. A Verhojanszki-hegylánc és a Cserszkij-hegylánc például akadályozza a melegebb légtömegek bejutását, ami hozzájárul a rendkívül hideg téli hőmérsékletek kialakulásához. A Közép-szibériai-fennsík kiterjedt tajgaerdőinek növényzete jól alkalmazkodott a hideg, száraz körülményekhez, míg a Kolima-hegyvidék közelében található tundra növénytakarója az állandóan fagyott talajhoz és az alacsony csapadékmennyiséghez idomult. A területet számos nagy folyó szeli át, mint például a Léna, az Aldan és a Kolima. A Bajkál-tó, amely a világ legmélyebb tava, szintén ebben a régióban található, és jelentős természeti értéket képvisel. A Bajkál-tó mellett a Léna folyó völgye, amely híres sziklaformációiról, a Léna oszlopairól, különleges földtani képződményekkel gazdagítja a térséget. A régióban található hegységek különleges geológiai történetet őriznek, és rendkívül változatos ásványkincsekben gazdagok.

## Éghajlat
Kelet-Szibéria éghajlata rendkívül zord, kontinentális jellegű, hosszú és hideg telekkel, rövid és hűvös nyarakkal. A tél hossza elérheti a 7–10 hónapot, a hőmérséklet gyakran –40 °C alá süllyed. Ezek a zord téli körülmények jelentős hatással vannak a helyi lakosság életmódjára és közlekedésére: az emberek életét a hideghez való alkalmazkodás, a fűtés biztosítása és az élelmiszer-ellátás előre megtervezése határozza meg. A közlekedés télen gyakran a befagyott folyókon keresztül zajlik, és a fagyott talaj megkönnyíti az utak és ideiglenes jégutak használatát, amelyek nélkülözhetetlenek a távoli települések eléréséhez. A régióban mérték a Föld egyik legalacsonyabb hőmérsékletét: Ojmjakonban –71,2 °C-ot regisztráltak. Ez a falu a világ leghidegebb településeként ismert, és a régió klimatikus kihívásainak szimbóluma lett. Az éves csapadékmennyiség alacsony, általában 250 mm alatt marad. A nyári hónapokban a hőmérséklet ritkán emelkedik 15-20 °C fölé, és gyakran fordulnak elő hirtelen hőingadozások. Az éghajlat szélsőségei miatt a térség természeti környezete különleges alkalmazkodóképességet követel meg mind az állat-, mind a növényvilágtól.

## Növény- és állatvilág
A régió nagy részét tajga borítja, amely főként vörösfenyőből, lucfenyőből és erdeifenyőből áll. Ez a hatalmas erdőség különösen fontos szerepet játszik a globális szén-dioxid megkötésében, és így a klímaváltozás mérséklésében. Északon tundra található, ahol a növényzet alacsony cserjékből, mohákból és zuzmókból áll. A tundra ökoszisztémája különösen érzékeny, és a klímaváltozás hatásai itt kiemelkedően megfigyelhetők. Az állatvilág gazdag: megtalálható itt a szibériai tigris, a barnamedve, a farkas, a rénszarvas és számos madárfaj. A Léna és más folyók mentén vízimadarak fészkelnek, mint például vadludak és hattyúk. A tundrán sarki rókák és hóbaglyok is előfordulnak, míg a tajgában olyan nagyragadozók, mint a hiúz és a rozsomák is élnek. A halak közül a tajmen és a lazacfélék különösen fontosak a helyi ökoszisztéma és a halászat szempontjából. A régió állatvilágának fennmaradása sok esetben a helyi közösségek és a természetvédelmi intézkedések sikerén múlik.

## Népesség és gazdaság
Kelet-Szibéria ritkán lakott terület, a népsűrűség alacsony. A legnagyobb városok közé tartozik Jakutszk és Magadan. Jakutszk a világ egyik leghidegebb városa, és a jakutok kulturális központja. A város híres piacáról, ahol helyi élelmiszereket, prémeket és kézműves termékeket árulnak. A régió gazdasága elsősorban a bányászatra épül; jelentős ásványkincsek találhatók itt, mint például arany, gyémánt, nikkel és szén. A bányászat jelentős hatással van a régió társadalmi és gazdasági életére, ugyanakkor komoly környezeti kihívásokkal is jár. Az erdőgazdálkodás és a halászat szintén fontos szerepet játszik. A gyémántkitermelés különösen fontos Jakutföldön, amely a világ egyik legnagyobb gyémánttermelő régiója. Az olaj- és földgázkitermelés is egyre nagyobb szerepet kap, különösen a szibériai folyók medencéjében található lelőhelyeken. A gazdasági növekedés és az ipari tevékenység azonban jelentős környezetvédelmi aggályokat vet fel, különösen a természetes élőhelyek megőrzése szempontjából. Például az erdőirtás és a bányászati tevékenység súlyosan károsítja a helyi ökoszisztémát, csökkentve az élőhelyeket és veszélyeztetve a fajok fennmaradását. Az ipari szennyezés, különösen a víztestek nehézfémekkel és más szennyező anyagokkal való szennyezése, további problémákat okoz. A régióban azonban különböző intézkedéseket hoztak a károk enyhítésére, mint például az erdőtelepítési programok és a szigorúbb bányászati szabályozások bevezetése, amelyek célja a környezeti terhelés csökkentése és a természetes élőhelyek helyreállítása.

## Közlekedés
A zord éghajlati viszonyok és a nehéz terep miatt a közlekedés korlátozott. A Léna folyó nyáron hajózható, és fontos közlekedési útvonal, amely összeköti a távoli közösségeket a nagyobb városokkal. A régióban kevés a vasútvonal; a Bajkál–Amur-vasútvonal (BAM) az egyik legjelentősebb, amely összeköti a területet a transzszibériai vasúttal. A BAM mellett az Amur–Jakutszki Vasút is fontos szerepet játszik, amely Jakutszkot köti össze az orosz vasúthálózattal. A közúti közlekedés kevésbé fejlett, sok út csak szezonálisan járható, és a fagyott folyók téli utak formájában szolgálnak közlekedési lehetőségként. A téli utak, amelyek a befagyott folyókon keresztül vezetnek, kulcsfontosságúak a helyi közösségek számára, mivel lehetővé teszik a nehezen megközelíthető területek elérését és az áruszállítást a téli hónapokban.

## Kultúra és népcsoportok

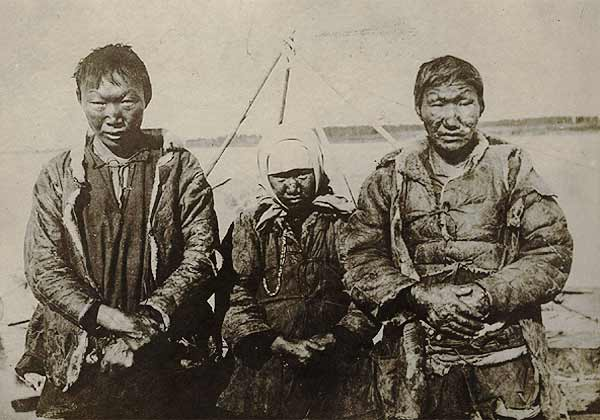
Egy jakut család tagjai (1905).

Kelet-Szibéria számos őslakos népcsoport otthona, mint például a jakutok, evenkik és csukcsok. Ezek a népek hagyományosan nomád életmódot folytattak, vadászattal, halászattal és rénszarvastenyésztéssel foglalkoztak. A jakutok híresek gazdag kulturális örökségükről, amely magában foglalja a hagyományos énekeket, táncokat és a szájhagyomány útján átadott meséket. A szovjet időkben sokukat eltelepítették, de hagyományaik és kultúrájuk máig fennmaradtak. A jakutok híresek énekművészetükről és a hóesés ünnepéről, a Jiszakhról, amely a tavasz és a természet újjáéledésének ünnepe. Az evenkik és a csukcsok szintén megőrizték hagyományos életmódjuk elemeit, beleértve a sámánizmust, amely még ma is fontos része a közösségi életüknek. A sámánizmus szerepe különösen fontos a közösségi rítusok és az identitás megőrzésében, és gyakran tartanak ünnepségeket, ahol a sámánok közvetítenek a szellemek és az emberek között.

## Természeti kincsek
A régió gazdag természeti kincsekben. A Közép-szibériai-fennsík területén jelentős arany- és gyémántlelőhelyek találhatók, amelyek a helyi gazdaság fontos pilléreit képezik. Emellett a terület gazdag mangánban, ólomban, cinkben, nikkelben és kobaltban is, amelyek alapvető nyersanyagok az ipar számára. A Kolima folyó medencéjében jelentős aranykitermelés folyik, amely a szovjet idők óta fontos gazdasági tevékenység. A térség energiahordozó lelőhelyei közül a földgáz- és olajmezők egyre nagyobb jelentőséggel bírnak, különösen a Cserszkij-hegylánc közelében található területeken. Az energiahordozók kitermelése ugyanakkor jelentős környezeti kihívásokat is jelent, és a régióban egyre nagyobb szükség van a fenntartható fejlődési megoldásokra és a környezetvédelemre irányuló intézkedésekre.

## Turizmus

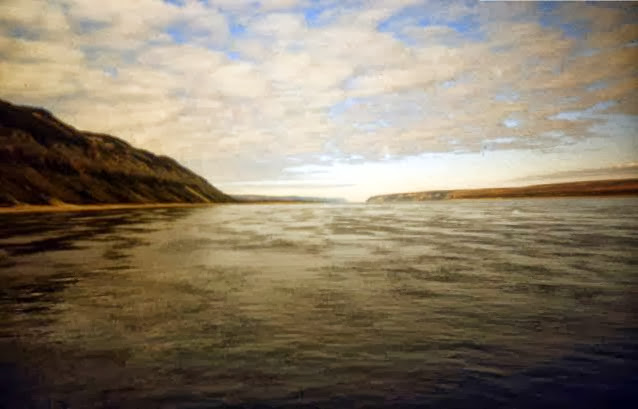
A Léna folyó Oroszországban.

Bár a zord éghajlat és a nehéz megközelíthetőség miatt a turizmus korlátozott, Kelet-Szibéria természeti szépségei, mint például a Bajkál-tó, a Léna oszlopai és a Verhojanszki-hegylánc vonzzák a kalandvágyó utazókat. A régióban található nemzeti parkok és természetvédelmi területek lehetőséget nyújtanak a vadon élő állatok megfigyelésére és a természet közeli élményekre. A Bajkál-tó környéke különösen népszerű a búvárok és a természetjárók körében, akik a világ legtisztább vizű tavában szeretnének merülni. A Léna oszlopai UNESCO Világörökségi helyszínként vonzzák az érdeklődőket, lenyűgöző sziklaalakzataikkal és a Léna folyó drámai völgyével. A Verhojanszki-hegyláncban téli túrákat és hegymászást is szerveznek, amelyek különleges élményt nyújtanak a szélsőséges körülményeket kereső turisták számára. A jakut hagyományok és fesztiválok, mint a Jiszakh, szintén vonzzák az érdeklődőket, akik meg szeretnék ismerni a helyi kultúrát és életmódot. A helyi közösségek által szervezett hagyományőrző programok lehetőséget adnak arra, hogy a látogatók közelebbről is megismerjék az őslakos népek életét, gasztronómiáját és kézműves mesterségeit, ami különösen vonzó lehet azok számára, akik az autentikus élményeket keresik.